# Joe Dallesandro
Joe Dallesandro, all'anagrafe Joseph Angelo Dallesandro III (Pensacola, 31 dicembre 1948), è un attore e modello statunitense di origini italiane.

## Biografia
Figlio del marine Joseph Angelo D'Allesandro II e di Thelma Testman, che lo ebbe all'età di diciassette anni, Joe Dallesandro fu scoperto da Andy Warhol, che lo rese protagonista di molti suoi film e servizi fotografici. Divenne inizialmente celebre al grande pubblico per la sua avvenenza, per le sue apparizioni di nudo nei film e per la sua bisessualità apertamente dichiarata. Ebbe una gioventù difficile, a cinque anni, con la madre in carcere per truffa, entrò in orfanotrofio ad Harlem dove, come avrebbe detto lui stesso, "svolse il suo primo lavoro d'attore"; doveva infatti avvicinarsi al vetro che divideva la stanza dei giochi dal resto dell'edificio e dire alle donne venute per adottare un bambino: "Vuoi essere la mia mamma?".
Durante l'adolescenza fu internato in riformatorio minorile. Durante il tentato furto di un'auto fu anche ferito con un colpo d'arma da fuoco, episodio che lo convinse a procurarsi i soldi diversamente. Ebbe cadute nella droga che lo portarono a procurarsi il denaro posando per foto di nudo (celebri quelle di Bruce of Los Angeles e quelle della Athletic Model Guild, per la quale girò anche un filmino), facendo il prostituto e lavorando in film pornografici gay.
Intervistato nel film Beefcake, ha dichiarato che sentiva che coloro che lo fotografavano nudo gli stessero "rubando l'anima", sebbene - ha aggiunto - oggi sia contento di avere foto che lo ritraggono al culmine della bellezza fisica. Ha inoltre affermato che lavorare con Andy Warhol non fosse questione d'arte (definisce infatti "ridicola" l'arte di Warhol), ma un modo per imparare, e per essere più sicuro davanti alla telecamera: una specie di scuola di recitazione gratuita.
Questi aspetti della sua biografia all'epoca furono funzionali alla creazione del suo personaggio cinematografico bello e dannato e del mito che ne derivò. Da questo punto di vista, Dallesandro è anzi incarnazione dello slogan su cui si basava la filosofia della Factory warholiana: "Chiunque può diventare una superstar". Successivamente Dallesandro si disintossicò da alcool e droga verso la fine degli anni ottanta.

### Cinema
Nel 1967, seguendo il consiglio del suo pusher, Joe Dallesandro si recò nell'appartamento in cui Andy Warhol e Paul Morrissey stavano girando il film The Loves of Ondine. Fu inserito subito nel cast, secondo la leggenda fatta circolare ad arte dalla Factory, dopo che Joe avrebbe dato un pugno a Morrissey che aveva allungato troppo le mani, e dopo che quest'ultimo lo avrebbe presentato a Warhol con la frase: "Ti presento il solo fottuto maschio di tutto l'appartamento". In ogni caso, Dallesandro fu scelto per la parte del giovane prostituto protagonista del film Flesh, nel quale apparve in numerose scene di nudo. Fu in gran parte per la bellezza statuaria di Dallesandro che un film underground come Flesh divenne inaspettatamente un film di cassetta in tutto il mondo (in Italia i dialoghi furono tradotti da Alberto Arbasino), e Dallesandro divenne una delle più note star della factory di Andy Warhol.
Raggiunta la celebrità si disintossicò dalle droghe e riuscì a diventare un attore che, benché apprezzato per la bellezza, riuscì a farsi notare anche per le sue qualità recitative. Ebbe così una lunga carriera, apparendo in un numero ragguardevole di film, a iniziare da quelli di Warhol Cowboy solitari, Trash - I rifiuti di New York, Calore, Dracula cerca sangue di vergine... e morì di sete!!! e Il mostro è in tavola... barone Frankenstein, di Warhol, anch'essi diretti da Morrissey. Gli ultimi due furono girati in Europa e, dopo il completamento di queste pellicole, Dallesandro decise di non fare ritorno negli Stati Uniti e continuò a interpretare film in Francia e in Italia per il resto del decennio, vivendo anche a Roma, e tornando negli Usa solo negli anni ottanta, a causa della morte del fratello. Fra le sue interpretazioni successive, quella di Lucky Luciano nel film Cotton Club di Francis Ford Coppola. È apparso anche in Cry Baby di John Waters.
Considerato un'icona dalla comunità gay, Dallesandro è stato sposato tre volte e ha due figli.

## Fotografi che lo hanno ritratto
- Athletic Model Guild (Bob Mizer)
- Bruce Bellas (Bruce of Los Angeles)
- Ken Duncan
- Gerard Malanga
- Pat Milo (Milo of Los Angeles)
- Paul Morrissey
- Jack Robinson[3]
- Francesco Scavullo[4]
- Andy Warhol
- Joe Dallesandro ha anche posato per una campagna pubblicitaria di Calvin Klein[5]

## Filmografia

### Cinema
- ****, regia di Andy Warhol (1967)
- The Loves of Ondine, regia di Paul Morrissey e Andy Warhol (1968)
- Flesh, regia di Paul Morrissey (1968)
- Cowboy solitari (Lonesome Cowboys), regia di Andy Warhol (1968)
- San Diego Surf, regia di Paul Morrissey e Andy Warhol (1968)
- Trash - I rifiuti di New York (Trash), regia di Paul Morrissey (1970)
- Calore (Heat), regia di Paul Morrissey (1972)
- Il mostro è in tavola... barone Frankenstein (Flesh for Frankenstein), regia di Paul Morrissey e Antonio Margheriti (1973)
- Dracula cerca sangue di vergine... e morì di sete!!! (Blood for Dracula), regia di Paul Morrissey (1974)
- Donna è bello, regia di Sergio Bazzini (1974)
- The Gardener, regia di James H. Kay (1974)
- L'ambizioso, regia di Pasquale Squitieri (1975)
- Fango bollente, regia di Vittorio Salerno (1975)
- Luna nera (Black Moon), regia di Louis Malle (1975)
- Il tempo degli assassini, regia di Marcello Andrei (1975)
- Je t'aime moi mon plus (Je t'aime moi non plus), regia di Serge Gainsbourg (1976)
- Il margine (La marge), regia di Walerian Borowczyk (1976)
- L'ultima volta, regia di Aldo Lado (1976)
- Un cuore semplice, regia di Giorgio Ferrara (1977)
- 6000 km di paura, regia di Bitto Albertini (1978)
- Suor Omicidi, regia di Giulio Berruti (1979)
- Movimenti notturni (Tapage Nocturne), regia di Catherine Breillat (1979)
- Fred Brauner préfère la bière, regia di Pierre Wallon - cortometraggio (1979)
- Merry-Go-Round, regia di Jacques Rivette (1980)
- Vacanze per un massacro, regia di Fernando Di Leo (1980)
- Parano, regia di Bernard Dubois (1981)
- Queen Lear, regia di Mokhtar Chorfi (1982)
- Cotton Club (The Cotton Club), regia di Francis Ford Coppola (1984)
- Joey, regia di Joseph Ellison (1986)
- Prognosi riservata (Critical Condition), regia di Michael Apted (1987)
- Intrigo a Hollywood (Sunset), regia di Blake Edwards (1988)
- Double Revenge, regia di Armand Mastroianni (1988)
- Private War, regia di Frank De Palma (1988)
- Cry Baby (Cry-Baby), regia di John Waters (1990)
- Un angelo da quattro soldi (Almost an Angel), regia di John Cornell (1990)
- Inside Out, regia di Jeffrey Reiner, Lizzie Borden, Adam Friedman, Linda Hassani, Alexander Payne, Tony Randel e Richard Shepard (1991) Uscito in home video
- Orchidea selvaggia 2 (Wild Orchid II: Two Shades of Blue), regia di Zalman King (1991)
- Love Is Like That, regia di Jill Goldman (1992)
- Guncrazy, regia di Tamra Davis (1992)
- Scacco al re nero (Sugar Hill), regia di Leon Ichaso (1993)
- T-Rex - Il mio amico Dino (Theodore Rex), regia di Jonathan R. Betuel (1995)
- Los Angeles senza meta (L.A. Without a Map), regia di Mika Kaurismäki (1998)
- L'inglese (The Limey), regia di Steven Soderbergh (1999)
- Pacino Is Missing, regia di Eric Galler (2002)
- 3 Stories About Evil, regia di Michael Frost - cortometraggio (2008)
- Babylon, regia di Damien Chazelle (2022)

### Televisione
- Contract on Cherry Street, regia di William A. Graham – film TV (1977) Non accreditato
- Miami Vice – serie TV, 2 episodi (1984-1987)
- Fortune Dane – serie TV, 2 episodi (1986)
- Oltre la legge - L'informatore (Wiseguy) – serie TV, 4 episodi (1987)
- I viaggiatori delle tenebre (The Hitchhiker) – serie TV, 1 episodio (1988)
- The Hollywood Detective, regia di Kevin Connor – film TV (1989)
- Matlock – serie TV, 2 episodi (1990)

## Doppiatori italiani
- Massimo Turci ne L'ambizioso
- Michele Gammino in Fango bollente
- Corrado Pani in Je t'aime moi non plus
- Pino Colizzi ne Il margine
- Luciano De Ambrosis in Vacanze per un massacro
- Pietro Biondi in Miami Vice
- Roberto Del Giudice in Cry Baby
- Roberto Stocchi in Scacco al re nero
- Gerolamo Alchieri ne L'inglese

## Influenze sulla cultura di massa
- La copertina del primo album degli Smiths, un ragazzo a torso nudo col viso chinato, è un fotogramma da Flesh, che riproduce Joe Dallesandro.
- Il cantante Lou Reed allude a Dallesandro (chiamandolo col soprannome "Little Joe", che appare anche nel tatuaggio sulla spalla) nella celeberrima canzone Walk on the Wild Side, nei versi che dicono:

(Lou Reed)
- La band norvegese Briskeby ha incluso nel suo secondo album Jumping on Cars (2006) un brano intitolato Joe Dallesandro.